# Sevda Baş
Sevda Baş (* 1996 in Istanbul) ist eine türkische Schauspielerin.

## Leben und Karriere
Baș wurde in Istanbul geboren. Sie studierte an der Kadir Has Üniversitesi. Ihr Debüt gab sie in einer Folge in Kanaga. Von 2021 bis 2022 war sie in der Fernsehserie Aşk Mantık İntikam zu sehen. Zwischen 2023 und 2024 trat sie in Safir auf. Außerdem spielte Baş 2024 in dem Film Erdal ile Ece mit.

## Filmografie
Filme
- 2024: Erdal ile Ece

Serien
- 2018: Kanaga
- 2021–2022: Aşk Mantık İntikam
- 2023–2024: Safir